# La Chaux-de-Fonds International 1995
Die La Chaux-de-Fonds International 1995 im Badminton fanden vom 10. bis zum 12. Februar 1995 in La Chaux-de-Fonds statt.

## Die Sieger und Platzierten
| Disziplin    | Gold                          | Silber                        | Bronze                            |
| ------------ | ----------------------------- | ----------------------------- | --------------------------------- |
| Herreneinzel | Henrik Bengtsson              | Oliver Pongratz               | Thomas Søgaard                    |
| Herreneinzel | Henrik Bengtsson              | Oliver Pongratz               | Henrik Sørensen                   |
| Dameneinzel  | Margit Borg                   | Marina Andrievskaia           | Heidi Dössing                     |
| Dameneinzel  | Margit Borg                   | Marina Andrievskaia           | Monique Hoogland                  |
| Herrendoppel | Andrei Antropow Nikolai Sujew | Michael Helber Michael Keck   | Kai Mitteldorf Uwe Ossenbrink     |
| Herrendoppel | Andrei Antropow Nikolai Sujew | Michael Helber Michael Keck   | Jan Jørgensen Peder Nissen        |
| Damendoppel  | Maria Bengtsson Margit Borg   | Heidi Dössing Karen Stechmann | Sandra Beißel Nicole Grether      |
| Damendoppel  | Maria Bengtsson Margit Borg   | Heidi Dössing Karen Stechmann | Neli Boteva Diana Koleva          |
| Mixed        | Michael Keck Karen Stechmann  | Kai Mitteldorf Nicol Pitro    | Jesper Larsen Marina Andrievskaia |
| Mixed        | Michael Keck Karen Stechmann  | Kai Mitteldorf Nicol Pitro    | Manuel Dubrulle Virginie Delvingt |